# Konstnärens trädgård i Giverny
Konstnärens trädgård i Giverny (franska: Le Jardin de l'artiste a Giverny) är en oljemålning av Claude Monet från 1900.

## Målningen
Konstnärens trädgård i Giverny är en av många målningar av Claude Monet med motiv från hans trädgård i Giverny nordväst om Paris, vilka tillkom under hans sista trettio år i livet. Målningen visar rader av irisar med varierande nyanser av purpurrött och skärt, avbildat diagonalt mot tavlans plan. Blommorna växer under träd, vilket gör att genomsipprande ljus åstadkommer skiftningar av blommornas färgton. Bortom träden syns en glimt av Monets hus.

## Bakgrund
Claude Monet började att anlägga sin trädgård 1883 och utvecklade den under hela sitt liv. Den bestod framförallt av perenner och hade ettåriga växter som tillskott.
Han slutförde Konstnärens trädgård i Giverny när han var 60 år gammal och efter att ha utfört ett stort antal målningar tidigare i livet, vilka gett honom stor framgång och gjort honom rik. Vid denna tid ägnade han mer och mer tid åt att analysera vad han såg.
Samma år som målningen skapades, ägnade sig Claude Monet åt två större projekt: en serie målningar med floden Themsen i London som motiv och en serie målningar med hans trädgårdsdammar i Giverny som motiv, inklusive några av hans berömda målningar av näckrosor, till exempel Näckrosdammen (numera i Museum of Fine Arts Boston).

## Proveniens
Målningen finns på Musée d'Orsay i Paris.

## Bilder med andra Monetmålningar från trädgården i Giverny

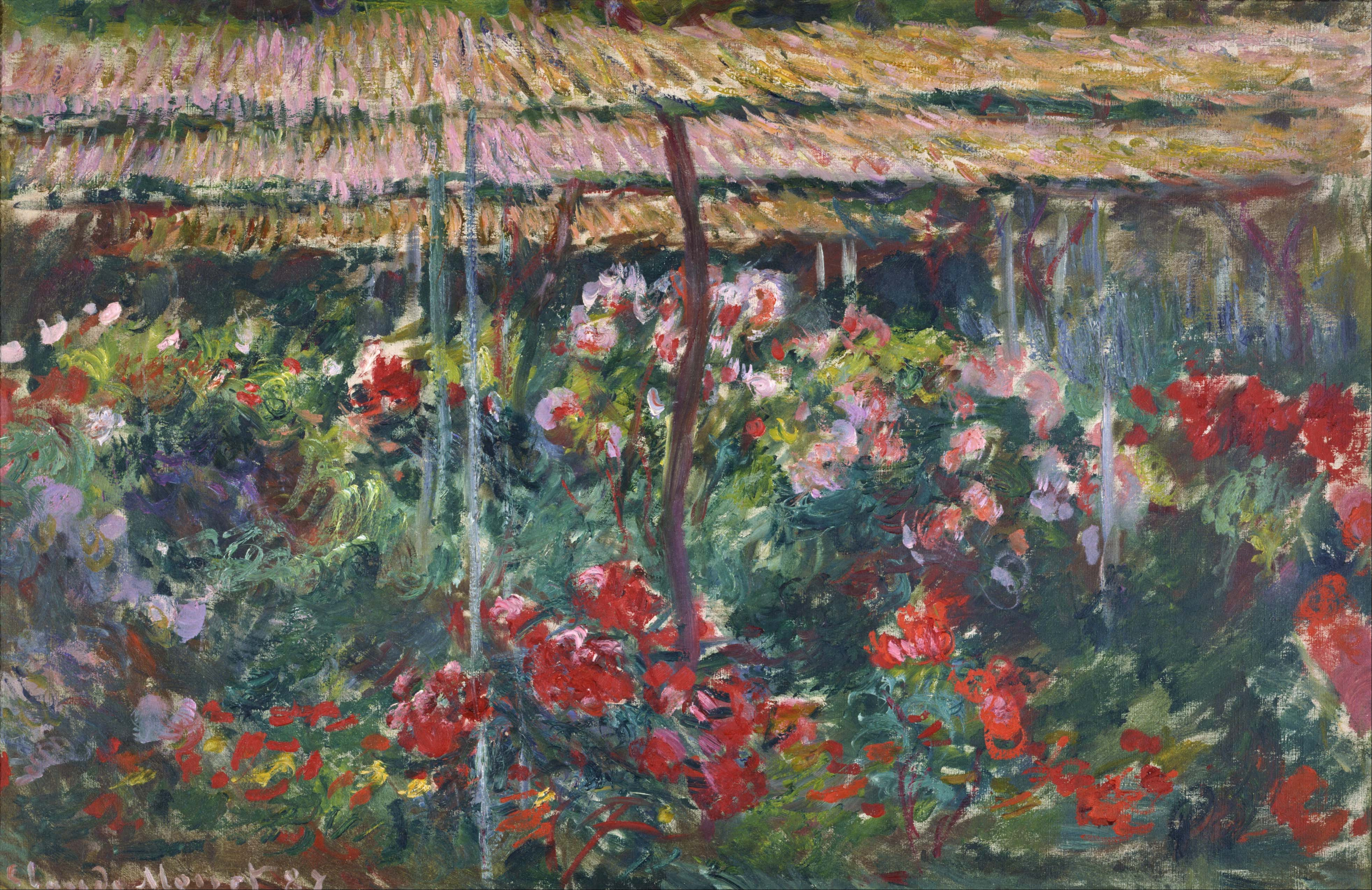
Pionrabatt, 1887.
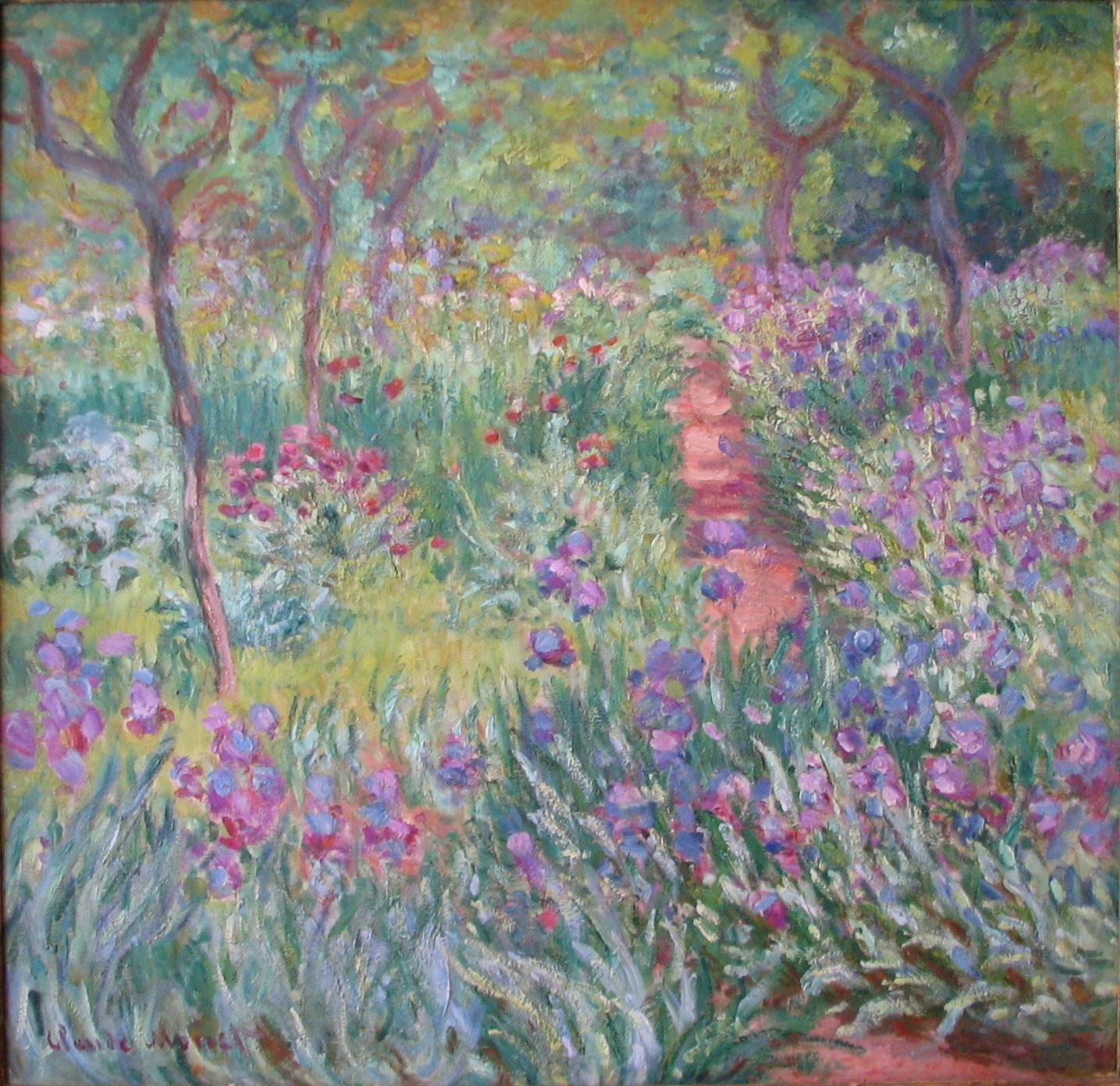
Konstnärens trädgård i Giverny, 1900.
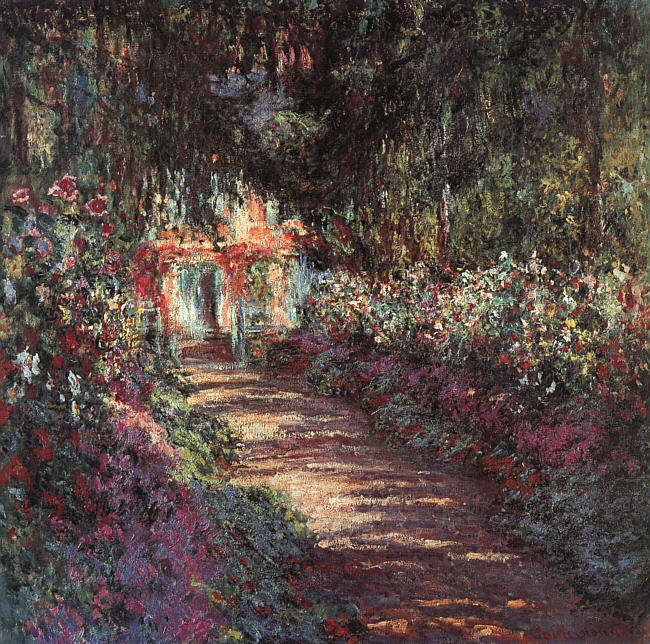
Trädgården i blomning, 1900.